# Heliophanus feltoni
Heliophanus feltoni är en spindelart som beskrevs av Dmitri Viktorovich Logunov 2009. Heliophanus feltoni ingår i släktet Heliophanus och familjen hoppspindlar. Inga underarter finns listade i Catalogue of Life.